# Epitetralophidea bicinctipes
Epitetralophidea bicinctipes är en stekelart som beskrevs av Girault 1915. Epitetralophidea bicinctipes ingår i släktet Epitetralophidea och familjen sköldlussteklar. Inga underarter finns listade i Catalogue of Life.